# Benham-Scheibe

Ein Beispiel einer Benham-Scheibe

Die Benham-Scheibe ist eine nach dem englischen Spielzeugmacher Charles Benham benannte optische Illusion.
Beim Drehen der schwarz-weißen Scheibe werden Bögen von Farben sichtbar.
Charles Benham hat die Scheibe 1894 unter dem Namen Artificial Spectrum Top verkauft. Solche Farbeffekte wurden schon 1838 von Gustav Theodor Fechner und Hermann von Helmholtz beschrieben.